# Platformverval

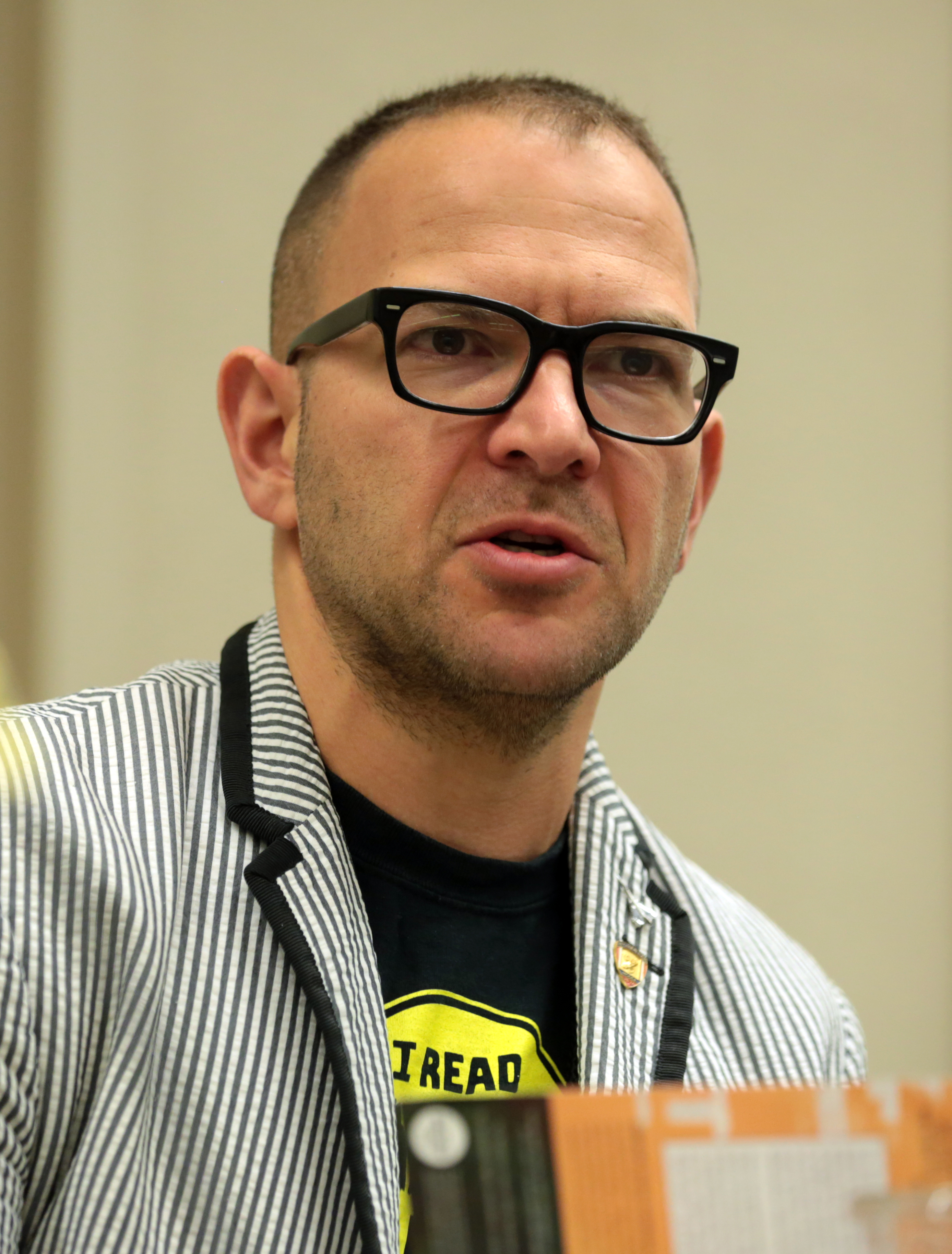
Cory Doctorow in 2018.

Platformverval, ook platformverloedering (Engels platform decay, beter bekend onder de schuttingterm enshittification), is een term waarmee de degradatie of het afnemend nut van een online-omgeving voor de gebruiker wordt bedoeld. De term werd in november 2022 bedacht door schrijver Cory Doctorow. Volgens hem is van “platformverval” sprake bij online-platformen en sociale media zoals Amazon, Facebook, Google Zoeken, Twitter, Bandcamp, Reddit, TikTok, Uber en Unity, en wordt het veroorzaakt wanneer de hebzucht van de platform-eigenaren niet beteugeld wordt.
In een artikel uit 2024 waarschuwde Doctorow ervoor dat platformverval op het internet steeds verder om zich heen grijpt: hij bedacht er zelfs de term "enshittoceen" voor, met een knipoog naar het antropoceen. Tegelijk overliep hij mogelijke tegenmaatregelen.
Doctorow beschreef aan de hand van concrete voorbeelden de verloedering die volgens hem plaatsvond op de meeste populaire platforms. Het begrip won verder aan populariteit in 2023, toen het werd overgenomen door journalisten, die ermee verwezen naar verschillende grote platforms die gratis functies afbouwden of betaald maakten, of andere acties ondernamen die werden gezien als een verslechtering van de functionaliteit op manieren die bedoeld waren om de concurrentie te dwarsbomen en de winst te verhogen.
Een andere oorzaak van verval ziet Doctorow in de opkomst van gratis of goedkope chatbots die voortdurend “content” produceren welke steeds moeilijker te onderscheiden is van menselijke input, die op zijn beurt bijgevolg alsmaar meer verdunt.
De American Dialect Society koos de term “enshittification” als woord van het jaar in 2023.
In een in 2025 verschenen documentaire van VPRO Tegenlicht werd het woord platformverval gezien als veel te netjes. De VPRO koos voor de vertaling verkuttificatie.

## De 3 fasen van platformverval
Volgens Doctorow doorloopt een succesvol platform (online marktplaats, sociale media, e.d.) een aantal fasen waarin de waarde die het platform oplevert steeds meer van de gebruikers naar de eigenaren verschuift.
Zo sterven online-platformen af: eerst zijn ze goed voor hun gebruikers. Dan misbruiken ze hun gebruikers om dingen beter te maken voor hun zakelijke klanten. En ten slotte misbruiken ze ook die zakelijke klanten om alle meerwaarde voor zichzelf binnen te halen. Dat is het einde. Ik noem dit “enshittification” en het is een schijnbaar onvermijdelijk gevolg dat voortkomt uit de combinatie van het gemak waarmee platformen kunnen bepalen wat waardevol is, in combinatie met de aard van een "tweezijdige markt", waar een platform zich nestelt tussen kopers en verkopers, beide gegijzeld houdt en een steeds groter deel van de meerwaarde van de uitwisseling opstrijkt.

### Fase 1. Snelle groei gefinancierd door risicokapitaal leidt tot insluiting voor gebruikers
Aanvankelijk bieden nieuwe platformen nuttige producten en diensten aan tegen zeer lage of zonder kosten. Het platform groeit hierdoor snel. Het platform is in eerste instantie gericht op het bieden van een goede gebruikerservaring om een zo groot mogelijk publiek te bereiken. Indien succesvol resulteert dit op een gegeven moment in een gebruikersbasis die steeds afhankelijker wordt van het platform, een fenomeen bekend als "vendor lock-in".

### Fase 2. Monetisatie van het platform ten koste van de gebruikers
Als de gebruikers eenmaal binnengehaald zijn, het platform een dominante marktpositie heeft verworven en de groei van het gebruikersaantal afneemt, verschuift de focus naar de monitisatie-fase. 
Het platform creëert steeds meer mogelijkheden voor de ‘leveranciers’ (aanbieders van aanvullende diensten en producten zoals adverteerders, uitgevers van content die via het platform wordt aangeboden, leveranciers van diensten en producten die via het platform worden aangeboden, en alle andere ondernemers en bedrijven die een manier hebben gevonden om geld te verdienen via het platform) om waarde via het platform te genereren. 
Omdat de lock-in voor gebruikers in deze fase compleet is, zijn er vrijwel geen consequenties voor het platform wanneer deze begint met het invoeren van allerlei monetisatie maatregelen, ook al gaan deze ten koste van de gebruikerservaring.
Typerend in deze fase zijn veranderingen zoals:
- het invoeren of verhogen van tarieven
- het tonen van (steeds meer) advertenties
- het verminderen van de kwaliteit van de dienstverlening
- het exploiteren van de gegevens van gebruikers op (steeds meer) invasieve manieren

De oorspronkelijke aantrekkelijkheid en waarde van het platform nemen weliswaar af voor de gebruikers, maar nemen enorm toe voor de leveranciers. Door het overhevelen van alle surplus waarde naar de aanbieders, worden nu de leveranciers op hun beurt afhankelijk van het platform, wat ook bij hen resulteert in een insluiting (Vendor lock-in).

### Fase 3. Winstmaximalisatie door exploitatie van alle belanghebbenden
Wanneer zowel de gebruikers als de leveranciers afhankelijk zijn van het platform, wordt het platform steeds verder omgebouwd naar het belang van de aandeelhouders. Door het gebrek aan alternatieven voor gebruikers en leveranciers (versterkt door het opkopen van potentiële concurrentie) is er geen enkele stimulans meer om de kwaliteit op peil te houden. Uiteindelijk biedt het platform nog slechts een marginale toegevoegde waarde voor de gebruiker. De enige reden dat gebruikers (en dus ook aanbieders) blijven is een gebrek aan een acceptabel alternatief.
Platformen-in-verval die zich nestelen als tussenpersonen kunnen functioneel fungeren als zowel een monopolie op diensten als een monopsonie op klanten, omdat hoge overstapkosten voorkomen dat beiden vertrekken, zelfs als er technisch gezien alternatieven bestaan. Doctorow heeft het proces van enshittificatie beschreven als een proces dat plaatsvindt door middel van "twiddling"; het voortdurend aanpassen van de parameters van het systeem op zoek naar marginale verbeteringen van de winst, zonder rekening te houden met enig ander doel. Platformverval kan worden gezien als een vorm van rent-seeking, winstbejag ten koste van de samenleving.
Typerend in deze fase zijn veranderingen zoals:
- Payola (aanbieders betalen allerlei aanvullende kosten om hun producten of diensten via het platform te kunnen aanbieden)
- Stock buybacks (winsten worden niet gebruikt voor investeringen of verbeteringen van de arbeidsomstandigheden, maar voor het verrijken van de aandeelhouders)
- Verslechtering van de arbeidsomstandigheden
- Regulatory capture (lobby-initiatieven die het voor nieuwe toetreders steeds moeilijker maken om voet aan de grond te krijgen)

## Tegenkrachten
Doctorow identificeert vier maatschappelijke tegenkrachten die dit proces kunnen tegengaan of matigen:
1. Concurrentie: De aanwezigheid of oprichting van alternatieve platforms die betere voorwaarden of diensten bieden biedt tegenwicht tegen de negatieve aspecten van platformverval. Concurrentie zorgt ervoor dat gebruikers en aanbieders opties hebben, waardoor de macht van een enkel platform wordt beperkt.
2. Regulering: Overheidstoezicht en -regulering kunnen de excessen van platforms inperken door het stellen van grenzen aan de wijze waarop zij opereren, bijvoorbeeld door het beschermen van de consumentenrechten, het waarborgen van eerlijke concurrentie en het handhaven van privacywetten.
3. Zelfhulp: Gebruikers en aanbieders kunnen zelf maatregelen nemen tegen de negatieve effecten van platform decay. Dit kan variëren van het gebruik van adblockers en het ontwikkelen van eigen platforms tot het organiseren in collectieven om een sterker onderhandelingspositie te verkrijgen.
4. Werknemers: De inzet en organisatie van de mensen die op de platforms werken, zoals het vormen van vakbonden of het collectief onderhandelen over arbeidsvoorwaarden, kan een belangrijke rol spelen in het tegengaan van exploitatieve praktijken van platforms.

## Andere maatregelen
- Het respecteren van het end-to-end principe, een fundamenteel uitgangspunt van het internet, waarin de rol van een netwerk bestaat uit het betrouwbaar doorsturen van gegevens van vrijwillige zenders aan vrijwillige ontvangers. Toegepast op platformen houdt dit in dat gebruikers krijgen waar ze om gevraagd hebben, niet wat het platform verkiest te presenteren. Gebruikers zouden bijvoorbeeld alle inhoud te zien krijgen van gebruikers waarop ze geabonneerd zijn, waardoor makers van inhoud hun publiek kunnen bereiken zonder een ondoorzichtig algoritme te hoeven doorlopen; en in zoekmachines zouden exacte overeenkomsten voor zoekopdrachten vóór gesponsorde resultaten worden getoond, in plaats van erna.[12]
- Het recht op vrije keuze zonder beperkingen, waarbij gebruikers van een platform gemakkelijk en zonder “overstapkosten” naar een ander platform kunnen migreren als ze er ontevreden over zijn. Voor sociale media vereist dit interoperabiliteit, het tegengaan van netwerkeffecten die gebruikers "opsluiten" en marktconcurrentie tussen platforms verhinderen. Voor digitale mediaplatforms betekent dit dat gebruikers van platform moeten kunnen veranderen zonder de door hen gekochte inhoud (bv. e-boeken) te verliezen, als die is vergrendeld door digitaal rechtenbeheer.[12]